# City of Columbus
Die City of Columbus war ein 1878 in Dienst gestelltes Passagierschiff der US-amerikanischen Reederei Ocean Steamship Company, das 1881 an die Boston & Savannah Steamship Company verkauft wurde und bis 1884 für die Beförderung von Passagieren, Post und Fracht zwischen Boston und Savannah an der Ostküste der Vereinigten Staaten eingesetzt wurde. Die City of Columbus sank am 18. Januar 1884 vor der Insel Martha’s Vineyard an der Küste des US-Bundesstaats Massachusetts, nachdem sie bei stürmischem Wetter auf einen Unterwasserfelsen geprallt war. 29 Menschen konnten gerettet werden, während 103 ertranken oder im eiskalten Wasser erfroren, darunter alle Frauen und Kinder an Bord.

## Das Schiff
Das aus Eisen gebaute Passagier- und Frachtschiff City of Columbus wurde in der Werft von John Roach & Sons in Chester im US-Bundesstaat Pennsylvania gebaut und lief am 19. Juni 1878 auf dem Delaware River vom Stapel. Die Fertigstellung erfolgte im darauf folgenden Monat. Das 2250 BRT große Dampfschiff mit der Baunummer 182 war 83,82 m lang und 11,58 m breit. Die Decksaufbauten waren aus Holz gefertigt. Das Schiff verfügte über einen Einzelpropeller, einen einzelnen Schiffsschornstein und zwei Masten mit der für die damalige Zeit üblichen Besegelung. Die beiden Verbunddampfmaschinen erreichten eine Leistung von 1500 PS und verhalfen dem Schiff zu einer maximalen Reisegeschwindigkeit von 12,5 Knoten. In 42 Luxuskabinen und einer Reihe einfacherer Kabinen im Zwischendeck konnten insgesamt 200 Passagiere untergebracht werden. In den Laderäumen konnten bis zu 2500 Tonnen Fracht verstaut werden.
Die City of Columbus wurde für die 1872 gegründete Reederei Ocean Steamship Company, die ihren Hauptsitz in Savannah hatte und daher oft nur Savannah Line genannt wurde, gebaut. Die Schiffe dieses Unternehmens pendelten zwischen Savannah und New York und stellten eine der damals wichtigsten Verbindungen im Passagier- und Güterverkehr zwischen den Südstaaten und Neuengland dar. Am 28. August 1878 legte die City of Columbus in New York zu ihrer Jungfernfahrt nach Savannah ab, wo sie am 2. September eintraf. Danach lief das Schiff wöchentlich zu seinen regulären Fahrten aus.
Das Geschäft boomte, sodass im Jahr 1880 drei neue, größere Schiffe bestellt wurden. Um den Bau dieser Schiffe zu finanzieren, wurden die City of Columbus und ihr ebenfalls 1878 in Dienst gestelltes Schwesterschiff Gate City 1881 an die Nickerson Company verkauft, aus der 1882 die Boston & Savannah Steamship Company mit Sitz in Boston hervorging. Deren Schiffe fuhren regelmäßig von Boston in Massachusetts nach Savannah in Georgia. Die City of Columbus erwies sich als sehr populär unter Bostoner Geschäftsreisenden und dem generellen Publikum aus Neuengland.

## Untergang

### Abfahrt in Boston
Am Donnerstag, dem 17. Januar 1884 legte die City of Columbus um 15.30 Uhr von der Pier Nickerson’s Wharf in Boston zu einer weiteren Überfahrt nach Savannah ab. An Bord waren 87 Passagiere und eine 45-köpfige Mannschaft. Der 42-jährige Kapitän Schuyler E. Wright fuhr seit seinem 13. Lebensjahr zu See und befehligte mit der City of Columbus bereits sein fünftes Schiff. Er galt als pflichtbewusst, hatte eine makellose Vergangenheit und kannte die Gewässer vor Massachusetts sehr gut. Der Erste Offizier, Edwin Fuller, verfügte ebenfalls über ein Kapitänspatent. Unter den Besatzungsmitgliedern befanden sich viele erfahrene Seemänner.
Das Schiff umrundete die Halbinsel Cape Cod bei einer Geschwindigkeit von 12 Knoten und dampfte in den Nantucket Sound. Gegen 22.40 Uhr abends ließ die City of Columbus die Meerenge Pollock Rip Channel hinter sich. Das Wetter war klar, aber wegen Dunstes konnte kein Land ausgemacht werden. Um 02.05 Uhr am 18. Januar löste der Zweite Offizier Augustus Harding den ersten Offizier auf der Kommandobrücke ab. Quartiermeister Roderick McDonald stand am Ruder. Die See war mittlerweile sehr rau. Nach dem Abendessen versammelten sich viele Passagiere in der Lounge oder dem Rauchsalon. Ein Großteil der Reisenden war an Bord, um vor dem kalten Winter in den wärmeren Süden zu fliehen.
Als der Leuchtturm Nobska Point Lighthouse bei Woods Hole passiert wurde, befahl Kapitän Wright, einen südwestlichen Kurs einzuschlagen. Er gab Harding noch die Anweisung, auf der Höhe von Tarpaulin Cove Light erneut eine Kursänderung vorzunehmen und zog sich anschließend in seine Kabine zurück. Kurz danach meldete der Ausguck Edward Leary eine Signalboje auf der falschen Seite des Schiffs. Wright kehrte zur Brücke zurück. Er erkannte, dass sich sein Schiff gefährlich nah an den Klippen von Devil’s Bridge befand. Dies war ein felsiges Riff, das sich von der Südwestspitze der Insel Martha’s Vineyard an der Küste von Massachusetts tief in den Nantucket Sound erstreckte. Wright befahl sofort „hart Backbord“.
Nur wenige Sekunden danach, um 03.15 Uhr am Morgen des 18. Januar, rammte die City of Columbus vor den Toren der Stadt Gay Head (heute Aquinnah) auf Martha’s Vineyard bei fast voller Fahrt die Felsen von Devil’s Bridge. Versuche, das Schiff von den Felsen herunter zu bekommen, scheiterten. Auch das Setzen der Segel half nicht; die City of Columbus saß fest. Die Schiffshülle wurde an mehreren Stellen aufgeschlitzt und das Heck des Dampfers geriet schnell unter Wasser. Kapitän Wright ordnete das Wassern der Rettungsboote an und befahl den Passagieren, an Deck zu kommen und Schwimmwesten anzulegen. Das Herablassen der Rettungsboote verlief katastrophal. Das erste Boot konnte den Dampfer noch sicher verlassen. Es hatte lediglich sieben Personen, darunter nur zwei Passagiere, an Bord. Ein zweites Boot wurde von den Wellen gegen den Rumpf geschleudert und zerschellte. Direkt danach krängte die City of Columbus schwer nach Backbord, sodass sich die Boote an dieser Seite los rissen und ins Wasser stürzten. Die Boote an der Steuerbordseite konnten nicht gefiert werden, da sie wegen der Schräglage nicht über die Schiffsseite geschwenkt werden konnten und beim Herablassen am Rumpf entlang geschrammt wären.
Immer wieder rollten massive Brecher über das Deck, die die Lukendeckel weg rissen. Dadurch konnte sich Seewasser tonnenweise in den Schiffsrumpf ergießen, den Maschinenraum fluten und die Feuer in den Kesseln löschen. Somit war das Schiff steuerlos und konnte auch seine Dampfpfeife nicht ertönen lassen, um auf sich aufmerksam zu machen. Alles an Deck, was nicht befestigt war, wurde in die aufgewühlte See gewaschen. Die Wellen hatten so viel Kraft, dass sogar nach und nach die Decksaufbauten von ihnen zerschlagen wurden. Einige Menschen kletterten die Masten und die Takelage empor, um sich vor den Wellen in Sicherheit zu bringen. Dies schafften aber nur die kräftigsten unter ihnen; niemand half den Frauen und Kindern. Später wurden auch Beschwerden laut, dass sich niemand von der Besatzung um die Passagiere gekümmert hatte. Es war Winter und das Wasser war eisig, sodass die von Bord gespülten Passagiere nicht lange darin überleben konnten. Bei Tagesanbruch waren in der Takelage der beiden Masten nur noch 33 Personen am Leben, darunter Kapitän Wright.

### Rettungsaktion
Trotz der Nähe zum Land dauerte es mehr als fünf Stunden, bis Hilfe am Unglücksort eintraf. Nach Sonnenaufgang passierte der Dampfer Glaucus die Szene. Kapitän Maynard Bearse beobachtete die gestrandete City of Columbus durch sein Fernglas und konnte das Schiff auch identifizieren. Er übersah aber die Schiffbrüchigen in der Takelage und nahm an, dass Passagiere und Besatzung bereits gerettet worden waren. Daher setzte er seine Fahrt fort, ohne Hilfe anzubieten. Dafür wurde er hinterher von der Presse schwer kritisiert. Der Dienst habende Wachmann des Leuchtturms von Gay Head, Fred Poole, nahm gegen 5.00 Uhr morgens die Lichter des Schiffs auf den Felsen von Devil’s Bridge wahr und war alarmiert. Er informierte den leitenden Leuchtturmwärter, Horatio N. Pease, der eine Mannschaft von sechs Männern organisierte, die sich um 7.30 Uhr mit einem Rettungsboot der Massachusetts Humane Society auf den Weg machten und die City of Columbus gegen 10.00 Uhr erreichten. Sie konnten einige Männer überreden, vom Schiff ins Wasser zu springen und brachten sie anschließend an Land.
Ein zweites Boot rettete zwölf Schiffbrüchige und übergab sie dem Kutter Dexter, der unter dem Kommando von Kapitän Eric Gabrielson um 12.30 Uhr den Unglücksort erreicht hatte. Einer der Überlebenden starb nach der Rettung. Zwei Rettungsboote der Dexter retteten ein Dutzend weitere Männer von der City of Columbus. Kapitän Wright sprang als einer der letzten. Alle übrigen Menschen in der Takelage waren in der Zwischenzeit erfroren. Die Mannschaft der Dexter nahm auch ein paar der Toten an Bord. Während der Rettungsaktion herrschten immer noch hoher Seegang und starke Winde.
Die Zollverwaltung von Martha’s Vineyard entsandte zudem den Schlepper Speedwell. Da aber bereits die Dexter mit der Übernahme der Überlebenden beschäftigt war, kehrte die Speedwell wieder um und nahm während der Fahrt einige Leichen an Bord. Um 16.15 Uhr lichtete die Dexter ihre Anker und machte sich mit den insgesamt 29 Überlebenden (alles Männer) und vier geborgenen Leichen auf den Weg nach New Bedford. Durch den Untergang der City of Columbus ertranken oder erfroren im eiskalten Wasser 103 Menschen, darunter alle Frauen und Kinder an Bord. Von den 87 Passagieren überlebten zwölf, von den 45 Besatzungsmitgliedern 17, darunter Kapitän Schuyler E. Wright, der Chefsteward Andrew F. Pitman und der Zahlmeister William C. Spaulding.
Die Mannschaft der Dexter und die freiwilligen Helfer aus Gay Head erhielten viel Anerkennung und wurden für ihren Einsatz seitens der Regierung des Staates Connecticut und des Kongresses der Vereinigten Staaten geehrt. In Newport (Rhode Island) fand eine öffentliche Dankesveranstaltung statt. Kapitän Gabrielson und zwei seiner Männer wurden von der Massachusetts Humane Society mit Gold- und Silbermedaillen ausgezeichnet. Der United States Revenue Cutter Service, dem die Dexter angehörte, wurde hoch gelobt.
Der United States Steamboat Inspection Service unter der Leitung der Inspektoren Burnham und Savage untersuchte das Unglück. Die erste Sitzung fand am 5. Februar 1884 in Boston statt. Kapitän Bearse von der Glaucus wurde von den Vorwürfen der Fahrlässigkeit und der unterlassenen Hilfeleistung freigesprochen, doch Kapitän Wright von der City of Columbus wurde die volle Verantwortung für die Katastrophe gegeben. Ihm wurden sowohl sein Kapitänspatent als auch seine Lotsenlizenz entzogen.

## Das Wrack
Das Wrack der City of Columbus wurde 1886 für 600 US-Dollar von der Boston Towboat Company gekauft, die die Kessel, die Welle und Teile der Maschinerie aus dem Rumpf bargen. Der Rest des stark beschädigten Schiffs liegt weiterhin auf dem Grund des Meeres eine halbe Meile vor Martha’s Vineyard. Im Juni 2000, 116 Jahre nach dem Untergang, wurde das Wrack der City of Columbus erstmals erforscht. Es liegt in etwa 15 m Tiefe auf der Position 41° 21′ 36″ N, 70° 50′ 55″ W. In der Gegend herrschen starke Strömungen.